# Константин Макродука
Константин Дука (Κωνσταντίνος Δούκας, ум. 30 май 1185 г.), наричан от Никита Хониат Макродука (Μακροδούκας, Високи Дука), е византийски аристократ и висш дворцов сановник от XII век.
Въпреки че Константин Макродука е една от ярките политически фигури от времето на последните Комнини, в историческите извори няма сведения, които да потвърдят произхода му от фамилията Дука. За първи път името на Макродука се споменава във връзка със синода от 1166 г., когато той вече носи дворцовата титла пансеваст и се родее с управляващата династия посредством брака си с дъщерята на севастократор Исак Комнин и племенница на император Мануил I Комнин. След това Константин Макродука се появява отново на синода от 30 януари 1170 г. и през 1176 г., когато придружава император Мануил I в походите му срещу селджукските турци. В битката при Мириокефалон частитие, командвани от Константин Макродука и Андроник Лапард, са разположени в авангарда на ромейската войска, веднага зад челните редици, командвани от синовете на Константин Ангел – Йоан и Андроник.
След възцаряването на Андроник I Комнин Макродука първоначално се ползва с благоразположението на новия император и успява да се издигне до ранг паниперсеваст. Никита Хониат представя Константин като един от най-върлите привърженици на Андроник I Комнин. Въпреки това той и други членове на семейството му са арестувани и обвинени в измяна, след като племенникът му Исак Комнин, за когото Макродука някога лично поръчителствал пред императора, се разбунтувал срещу Андроник I и се отцепил като самостоятеен император на остров Кипър. На 30 май 1185 г. Константин Макродука и Адроник Дука – приятел на Исак Комнин, трябвало да бъдат съдени пред голямо множество от придворни, висши служители и военни командири, събрано за случая около Императорския дворец. Обвинителите обаче се страхували, че поведението на осъдените може да разколебае съда, поради което, докато Константин и Андроник били извеждани под стража, Стефан Айохристофорит – началник на императорската охрана и любимец на императора, грабнал голям камък и го хвърлил по Макродука, след което принудил със заплахи и подигравки и останалите от събраното множество да сторят същото. След като върху тях се образувала голяма купчина камъни, окървавените тела на Макродука и Андроник, които все още били живи, са извлечени изпод камарите и всеки един от тях бил отнесен в различни части на града. Тялото на Константин Макродука е отнесено в Мангана и провесено на стълб за назидание. По-късно близките на Макродука успели да измолят от императора тялото, за да го погребат подобаващо.

## Семейство
Константин Макродука е женен за Анна Комнина – дъщеря на севастократор Исак Комнин и племенница на император Мануил I Комнин. Константин и Анна са имали деца, като е известно името само на една дъщеря – Зоя Дукина, омъжена за севастократор Йоан Дука Ангел.

### Цитирана литература
- Polemis, Demetrios I. (1968). The Doukai: A Contribution to Byzantine Prosopography. London: The Athlone Press, https://books.google.com/books?id=Sx5dAAAAIAAJ
- Stiernon, Lucien (1965). Notes de titulature et de prosopographie byzantines: Sébaste et gambros. – Revue des études byzantines, 23,  222 – 243, doi:10.3406/rebyz.1965.1349, ISSN 0771-3444, http://persee.fr/web/revues/home/prescript/article/rebyz_0766-5598_1965_num_23_1_1349
- Успенски, Фьодор (1948). ИСТОРИЯ ВИЗАНТИЙСКОЙ ИМПЕРИИ, Т.III. Москва, http://molodezh.mrezha.ru/books/Uspenskiy_tom3_11-15_vek.txt
- Киселев, Виталий (12 нооември 2011). Андроник Комнин: воин, заговорщик, бабник и любимец народа. Часть XII. www.abhoc.com, http://www.abhoc.com/arc_vr/2011_11/637/, посетен на 29 октомври 2017

|  | Тази страница частично или изцяло представлява превод на страницата Constantine Makrodoukas в Уикипедия на английски. Оригиналният текст, както и този превод, са защитени от Лиценза „Криейтив Комънс – Признание – Споделяне на споделеното“, а за съдържание, създадено преди юни 2009 година – от Лиценза за свободна документация на ГНУ. Прегледайте историята на редакциите на оригиналната страница, както и на преводната страница, за да видите списъка на съавторите. ВАЖНО: Този шаблон се отнася единствено до авторските права върху съдържанието на статията. Добавянето му не отменя изискването да се посочват конкретни източници на твърденията, които да бъдат благонадеждни. |